# Banister Fletcher
Pour les articles homonymes, voir Fletcher.
Sir Banister Flight Fletcher (né le 15 février 1866, décédé le 17 août 1953) était un architecte et historien de l'art britannique. Son traité A History of Architecture (1905-1921) a exercé une influence durable sur l'histoire de l'architecture dans le monde anglophone ; il en était à sa 21e réédition en 2019.
Il était cofondateur de l'Union franco-britannique des architectes.

## Biographie

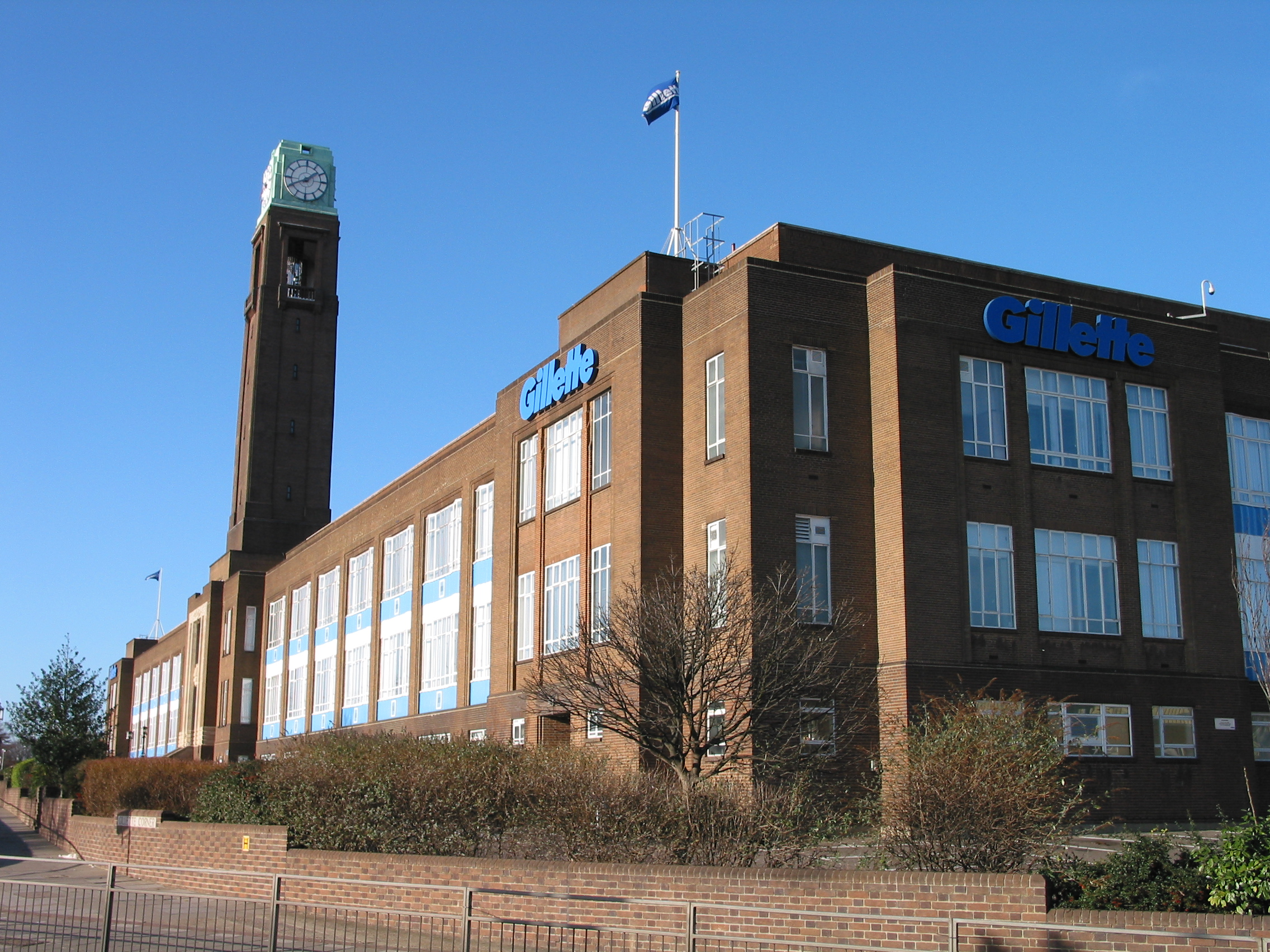
L'usine Gillette dans Great West Road, à Brentford, Middlesex (1936-37).

Banister Fletcher reçut sa formation scolaire et académique à King's College et University College de Londres. Il rejoignit le cabinet de son père en 1884, tout en continuant d'étudier à la Royal Academy, l'Architectural Association School of Architecture, puis à Paris à l'École des Beaux-Arts. Architecte associé en 1889, il prit la succession du cabinet (Banister Fletcher & Sons) à la mort de son père en 1899. Il travaillait en étroite collaboration avec son cadet Herbert Phillips Fletcher (1872–1916), autre associé du cabinet, et ils écrivirent ensemble quelques livres. Dès le début de sa carrière, Banister Fletcher fut « considéré comme un petit maître du mouvement néoclassique anglais », et se consacra du reste davantage à l'écriture qu'à la maîtrise d’œuvre.

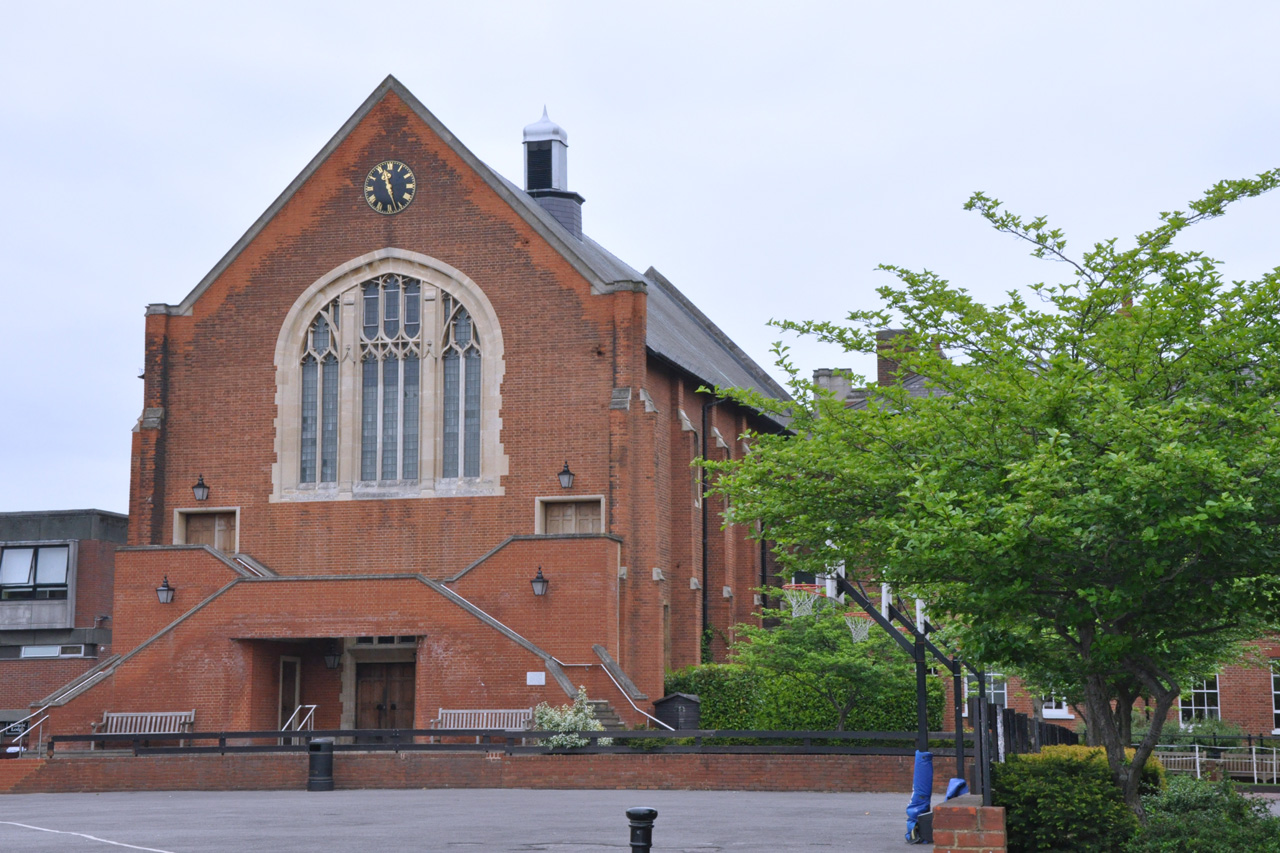
Le Hall d'accueil du King's College de Londres.

En 1908, il fut reçu avocat d'Inner Temple, se spécialisant ensuite dans les conflits de propriété et les affaires foncières.
Il fut anobli en 1919 et élu président de la Royal Institute of British Architects (RIBA) en 1929 (en exercice jusqu'en 1931). Fletcher fut, comme son père autrefois, admis Compagnon, puis Maître (1936) de la guilde des Charpentiers de Londres (Worshipful Company of Carpenters).
Il a été marié deux fois : d'abord en 1914, à Alice Bretherton (†1932) puis en 1933. Il n'a jamais eu d'enfants.

## Réalisations
Parmi ses principales réalisations architecturales, il y a lieu de citer :
- l'usine Gillette, sur le Golden Mile, à Brentford[5], segment de la A4 (Great West Road).
- L’École mixte John Roan à Greenwich[6] (site de Maze Hill)
- le Hall d'accueil du King's College de Londres[7]
- Abbess Grange, pavillon de style néo-élisabéthain à deux étages et corniches en encorbellement, à Leckford, Hampshire.

## Son «Histoire de l'Architecture»

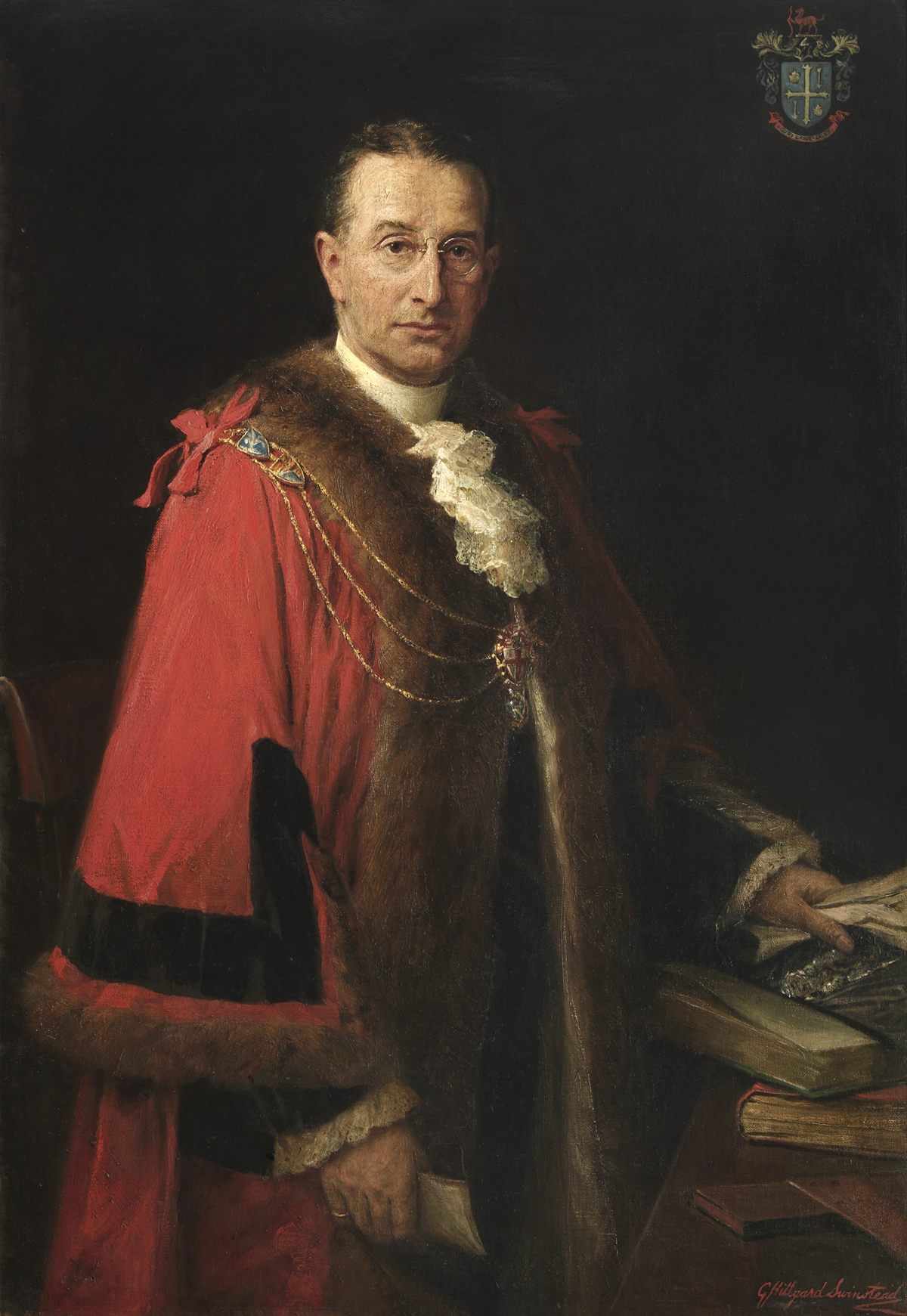
Sir Banister Fletcher (1866-1953), Président de la RIBA, vers 1919 (portrait par George Hillyard Swinstead).

### Composition
Avec son père, il rédigea une histoire de l'architecture par l'approche comparative (A History of Architecture on the Comparative Method,). Cette encyclopédie, d'abord publiée en livraisons mensuelles (chez Athlone Press) à partir de 1896, s'est depuis imposée comme une référence, sans cesse rééditée et mise à jour tout au long du XXe siècle.
L'ouvrage a été entièrement réécrit par Fletcher et sa femme pour sa 6e édition en 1921. Elle ne portait plus le nom de son père (Banister Fletcher Sr.), et tous les schémas et croquis avaient été redessinés par George G. Woodward et d'autres artistes. Selon J. Mordaunt Crook, cette édition « fournit un aperçu synoptique de l'histoire mondiale de l'architecture » et ainsi, « Fletcher a fait d'un manuel utile une véritable bible pour l'étudiant. » Fletcher acheva la 16e édition de cet ouvrage peu avant sa mort, en 1953.
Dan Cruickshank a supervisé l'édition du centenaire (1996), puis Murray Fraser (en) et Catherine Gregg ont composé la 21e édition en 2019 (Sir Banister Fletcher's Global History of Architecture), grâce à un financement de la Royal Institution of British Architects ; cette dernière version s'efforce de contrebalancer le point de vue occidental.

### La succession des traditions architecturales

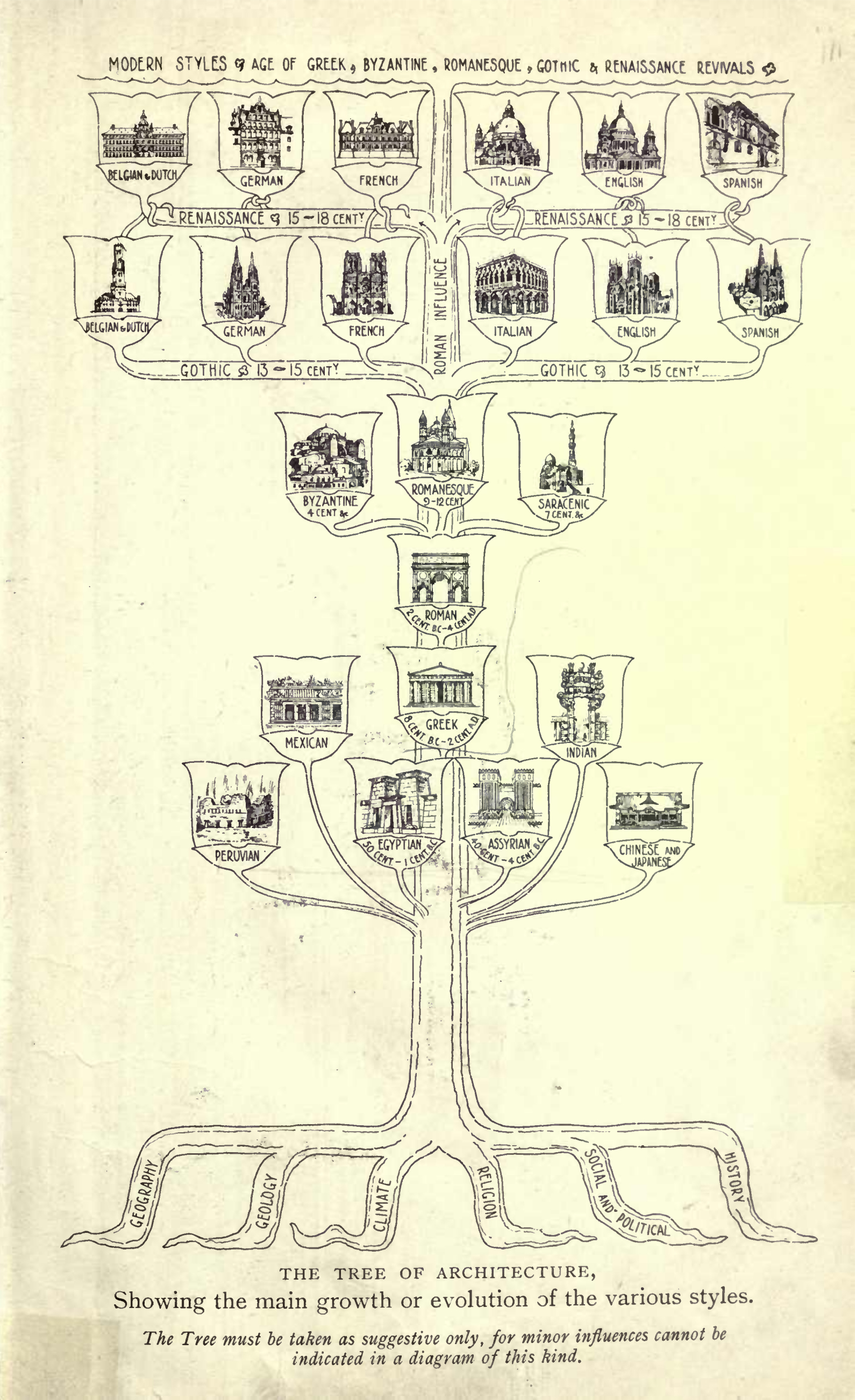
Banister Fletcher's A Tree of Architecture, 1901

L'arbre des traditions architecturales de Banister Fletcher est un schéma reprenant, sous forme d'arbre généalogique, les grands courants historiques tels que les concevait Banister Fletcher, répartis en cinq périodes (péruvienne, égyptienne, grecque, assyrienne et sino-japonaise) et aboutissant au style américain moderne. Ce graphique, qui formait à l'origine le frontispice de l'édition originale de 1896, fut reproduit dans chacune des éditions suivantes. Fletcher y indique les évolutions, filiations, fertilisations croisées des branches successives, certaines traditions demeurant sans postérité, comme l'architecture maya ou l'architecture indienne. La primauté accordée par Fletcher à l'architecture européenne a été mise en cause ces dernières décennies,.